# George Lloyd
George Lloyd (Edinburg, 5 novembre 1892 – Los Angeles, 15 agosto 1967) è stato un attore statunitense, talvolta accreditato come George H. Lloyd.
Attore caratterista, Lloyd tra il 1932 e il 1956 apparve in oltre 270 film.

## Carriera
Alla fine degli anni '20, Lloyd era proprietario di una compagnia di vaudeville.
Apparve nel cortometraggio del 1948 de I tre marmittoni Pardon My Clutch come l'addetto alla stazione di servizio arrabbiato. In seguito recitò nel ruolo di Squid McGuffy, proprietario di un caffè, in Crime on Their Hands (1948) e nel suo remake, Hot Ice (1955). Altre apparizioni includono Mississippi (1935), Il ritorno di Jimmy Valentine (1936), Una pallottola per Roy (1941), Una bionda in paradiso (1941) e La mia brunetta preferita (1947).

### Vita privata
Lloyd si ritirò nel 1955. Sette anni dopo perse la casa dopo il divorzio e fu costretto a risiedere a Los Angeles.
Morì per una malattia cerebrovascolare il 15 agosto 1967 e venne sepolto nel cimitero nazionale di Los Angeles.

## Filmografia parziale

### Cinema
- Mississippi, regia di A. Edward Sutherland (1935)
- Bulldog Edition, regia di Charles Lamont (1936)
- Wanted! Jane Turner, regia di Edward Killy (1936)
- Il magnifico bruto (The Magnificent Brute), regia di John G. Blystone (1936)
- Road Gang, regia di Louis King (1936)
- Smart Blonde, regia di Frank McDonald (1937)
- La vittima sommersa (The Case of the Stuttering Bishop), regia di William Clemens (1937)
- Idol of the Crowds, regia di Arthur Lubin (1937)
- Counsel for Crime, regia di John Brahm (1937)
- Thanks for Listening, regia di Marshall Neilan (1937)
- San Quentin, regia di Lloyd Bacon (1937)
- La morte invisibile (Mr. Wong, Detective), regia di William Nigh (1938)
- Prison Train, regia di Gordon Wiles (1938)
- Devil's Island, regia di William Clemens (1939)
- Behind Prison Gates, regia di Charles Barton (1939)
- Il terrore dell'Ovest (The Oklahoma Kid), regia di Lloyd Bacon (1939)
- Strada maestra (They Drive By Night), regia di Raoul Walsh (1940
- The Return of Wild Bill, regia di Joseph H. Lewis (1940)
- Anime allo specchio (She Knew All the Answers), regia di Richard Wallace (1941)
- Blues in the Night, regia di Anatole Litvak (1941)
- Mokey, regia di Wells Root (1942)
- Vecchia San Francisco (Hello, Frisco, Hello), regia di H. Bruce Humberstone (1943)
- She Has What It Takes, regia di Charles Barton (1943)
- Destinazione Tokio (Destination Tokyo), regia di Delmer Daves (1943)
- San Diego, I Love You, regia di Reginald Le Borg (1944)
- I Accuse My Parents, regia di Sam Newfield (1944)
- The Royal Mounted Rides Again, regia di Lewis D. Collins e Ray Taylor (1945)
- L'ora, il luogo e la ragazza (The Time, the Place and the Girl), regia di David Butler (1946)
- Home in Oklahoma, regia di William Witney (1946)
- Singapore, regia di John Brahm (1947)
- Swing the Western Way, regia di Derwin Abrahams (1947)
- Vigilantes of Boomtown, regia di R. G. Springsteen (1947)
- Sotto le stelle della California (Under California Stars), regia di William Witney (1948)
- French Leave, regia di Frank McDonald (1948)
- Bodyhold, regia di Seymour Friedman (1949)
- Death Valley Gunfighter, regia di R.G. Springsteen (1949)
- The Pecos Pistol, regia di Will Cowan (1949)
- Laramie, regia di Ray Nazarro (1949)

### Televisione
- Screen Directors Playhouse – serie TV, episodio 1x14 (1956)